# Rittersdorf, Bitburg-Prüm
Rittersdorf là một đô thị ở huyện Bitburg-Prüm, trong bang Rheinland-Pfalz, phía tây nước Đức. Đô thị Rittersdorf, Bitburg-Prüm có diện tích 11,87 km², dân số thời điểm ngày 31 tháng 12 năm 2006 là 1386 người.